# Pierre Paul Nicolas Henrion de Pansey
Pour les articles homonymes, voir henrion.
Pierre Paul Nicolas Henrion de Pansey, né le 28 mars 1742 à Tréveray (Meuse) et mort le 23 avril 1829 à Paris, est un juriste et homme politique français.

## Biographie
Son père, de petite noblesse parlementaire, occupe une charge dans la magistrature. Après le collège de Ligny, Pierre Paul Henrion fait des études de droit civil à la faculté de Pont-à-Mousson et est admis comme avocat au Parlement de Paris, le 10 mars 1763.
En 1770, il est remarqué par le succès qu'il obtient dans le procès d'un esclave noir, qui, amené en France par son maître, réclamait sa liberté. Son brillant plaidoyer est imprimé et lui vaut les compliments de Voltaire. Mais Henrion plaide rarement : poussé par son goût de l'érudition, il préfère le travail d'avocat-consultant.
Pendant l'exil du Parlement de Paris, décidé par Louis XV à la suite du conflit provoqué par la réforme du chancelier Maupeou (1771-1774), Henrion revient vivre au château paternel de Pansey, près de Joinville. Il se fait appeler Henrion de Pansey pour se distinguer de son frère puîné, appelé Henrion de Saint-Amand (Tréveray, 1774 - Pansey, 1829).
Le 19 décembre 1772, Henrion est initié à la loge des Frères zélés de Ligny-en-Barrois. Il est ensuite député de la grande loge Nahanet, puis au Grand Orient en 1774. De retour à Paris, Henrion publie en 1773, un Traité des fiefs de Dumoulin analysé et conféré avec d'autres feudistes, précédé d'un éloge de Charles Dumoulin. En 1775, il publie un mémoire en défense de Louis Sébastien Mercier privé de présenter une seconde pièce à la Comédie Française qui le fait remarquer, il reçoit un éloge chaleureux de La Harpe pour son ton de sagesse et de modération .
En 1789, il complète son traité par ses célèbres Dissertations féodales. Au début de la Révolution française, il quitte Paris et se retire à Pansey. Ayant perdu sa charge d'avocat, il rend service à ses compatriotes par des consultations juridiques et, après la Terreur, accepte certaines fonctions publiques dans l'administration centrale départementale de la Haute-Marne (an IV et V). Puis il devient professeur de législation à l'École centrale de Chaumont (en l'an VI).
Sous le Consulat, en germinal an VIII (avril 1800), Henrion de Pansey (encore dit de la Haute-Marne) est nommé juge au Tribunal de cassation. Désormais, il se consacre à l'étude et aux commentaires des lois nouvelles : De la compétence des juges de paix (1805, 2e édition en 1809, traduction en allemand et en italien), De l'autorité judiciaire en France (1810), où il démontre les bienfaits de la séparation des fonctions et définit une doctrine originale sur le contentieux administratif.
En 1810, il s'installe dans l'hôtel de La Trémoïlle, au 50, rue de Vaugirard, à Paris, tout près du Jardin du Luxembourg, avec son neveu et sa nièce, le général Joseph Marie de Pernety et son épouse Angélique Françoise née Henrion de Saint-Amand.
Napoléon le nomme président de la chambres des requêtes, l'une des formations de la Cour de cassation et, en 1811, membre du Conseil de l'intendance du Domaine extraordinaire. Chevalier de la Légion d'honneur depuis 1804, lors de la création de l'ordre, il est promu officier le 6 avril 1813 et commandeur le 22 mai 1825.
Il est fait chevalier de l'Empire par lettres patentes de mai 1808, et baron d'Empire par lettres patentes du 27 octobre 1810. Travailleur acharné (on dit qu'Henrion de Pansey resta douze ans sans dîner hors de chez lui  pour ne pas perdre de temps), il est aussi un homme intègre et un esprit indépendant.
Henrion de Pansey devient, le 3 avril 1813, membre du Conseil d'État, tout en restant à la Cour de cassation.
Lors de la première Restauration, le gouvernement provisoire le nomme, le 3 avril 1814, commissaire au département de la Justice, fonction qu'il assume jusqu'au 12 mai 1814. Il est de nouveau nommé conseiller d'État en service extraordinaire, le 5 juillet 1814, tout en demeurant président de la chambre des requêtes.
Il meurt à 87 ans, le 23 avril 1829. Selon Louis Rozet, il conserva toutes ses facultés jusqu'à son dernier souffle, « il corrigeait les épreuves de la seconde édition de son Histoire des Assemblées Nationales...avec une parfaite liberté d'esprit, peu d'heures avant sa mort il s'était livré à ce travail. Ensuite on lui avait lu le Journal des Débats, qu'il aimait beaucoup. Il doit y avoir aujourd'hui, dit-il, une séance intéressante à la Chambre des Députés ; nous lirons cela demain matin. Il était alors cinq heures du soir : à dix il n'existait plus.»  . Il fut inhumé au cimetière du Montparnasse .

## Le gastronome
Brillat-Savarin (à qui la Revue des Deux Mondes prête de nombreuses maximes comme des emprunts à son collège Henrion de Pansey 1971 p.122) cite à plusieurs reprises le président Henrion de Pansey dans sa Physiologie du goût, dont XXV «M. le président H..... de P..., dont l'enjouement spirituel a bravé les glaces de l'âge... disait, en 1812 : Je regarde la découverte d'un mets nouveau, qui soutient notre appétit et prolonge nos jouissances, comme un événement bien plus intéressant que la découverte d'une étoile; on en voit toujours assez.». J. Béliard lui attribue deux autres aphorismes célèbres : « M. de Talleyrand, avait coutume de dire: Mauvais dîners, mauvaises affaires... Ce n'est pas sans raison non plus que des hommes comme le savant Henrion de Pansey ont consacré cet axiome :  Les dîners constituent la partie essentielle et sérieuse des conférences diplomatiques. » et plus loin « Ce grand magistrat avait coutume de dire : Je ne croirai à la civilisation que quand je verrai un cuisinier à l'Institut. »
Louis-Elzéar Laincel, le qualifie de héros gastronomique du premier Empire. Lucien Tendret, dans La table au pays de Brillat-Savarin le classe au rang des gastronomes illustres ... qui ont tous été des hommes d'esprit. Il rapporte également au sujet de Brillat-Savarin qui avait pour ambition de faire de la gastronomie une science, qu'elle est aussi un art et une pratique, le Président Henrion de Pansey s'adressant à lui ajoutait finement  «Ce n'est pas l'Esprit des lois qui a ouvert les portes de l'Académie à M. de Montesquieu ».
Jean Vitaux ne donne pas sa source quand il affirme qu'il eut pour cuisinier Nicolas Doyen, inventeur du foie gras truffé.

## Publications
- Traité des fiefs de Dumoulin analysé et conféré avec d'autres feudistes, 1773
- Dissertations féodales, 1789
- De la compétence des juges de paix, 1805 ; 2e éd., 1809 ; traduit en allemand et en italien
- De l'autorité judiciaire en France [8], 1818
- Des biens communaux et de la police rurale et forestière, par le président Henrion de Pansey, 3e édition, Paris : T. Barrois père et B. Duprat, 1833, in-8°, XVI-32-517 p.
- Rédaction d'articles sur le droit féodal pour les volumes Jurisprudence de l'Encyclopédie méthodique.